# Lucas Oil Stadium
El Lucas Oil Stadium es un estadio multipropósito en la ciudad de Indianápolis (Estados Unidos). El estadio cuenta con techo retráctil y tiene ventanales que permiten ver el paisaje de la ciudad de Indianápolis. La inauguración del estadio se llevó a cabo el 14 de agosto de 2008, y se realizó la ceremonia de inauguración el 16 de agosto de 2008.
Sustituyó al RCA Dome, construido en 1983, como el estadio local de los Indianapolis Colts de la National Football League. Asimismo, el estadio es sede del partido de campeonato de la Big Ten Conference de fútbol americano universitario desde 2011.
El 28 de febrero de 2006 se anunció que la compañía Lucas Oil había comprado los derechos para dar nombre al estadio durante 20 años por un total de 120 millones de dólares. La instalación era conocida hasta ese momento como Indiana Stadium o RCA Dome.
Una vez terminado el estadio, los trabajos se centrarán en expandir el actual centro de convenciones. Además, un nuevo rascacielos de JW Marriott Indianápolis y un hotel se construirán como parte de la gran expansión del Centro de Convenciones de Indiana. 

## Acontecimientos
Junto con los partidos de fútbol previstos (posiblemente también se jugarán allí partidos de la liga universitaria y de institutos), el estadio tiene previsto ser sede de las semifinales y finales de la Final Four de 2010, así como de la Final Four femenina un año más tarde. Históricamente, Indianápolis ha sido una elección popular para la Final Four debido al hecho de que la sede central de la NCAA se encuentra en dicha ciudad.
El Lucas Oil Stadium junto con la ciudad de Indianápolis solicitó ser sede de la Super Bowl XLV en 2011, pero perdió ante Dallas y el nuevo estadio de los Dallas Cowboys por solo dos votos entre los dueños de la NFL. Sin embargo, tras postularse un año después, esta vez sí se adjudica el gran partido, el Super Bowl XLVI de 2012.
El 2 de febrero de 2025, fue la sede de la edición trigésimo octava de Royal Rumble de la empresa de lucha libre WWE, evento que marcara la gira de despedida de la super estrella John Cena.